# Giải bóng đá vô địch quốc gia Lào 2014
Giải bóng đá vô địch quốc gia Lào 2014 (Lao League 2014) là giải bóng đá chuyên nghiệp hàng đầu của bóng đá Lào diễn ra từ ngày 22 tháng 2 năm 2014.

## Câu lạc bộ tham dự
- SHB Champasak F.C.
- Ezra F.C.
- Hoàng Anh Attapeu F.C.
- Lane Xang Intra FC
- Lao Police Club
- Eastern Star FC
- Yotha F.C.
- Lao Army F.C.
- Lao Toyota FC
- Savannakhet F.C.

## Bảng xếp hạng
| XH | Đội                   | Tr | T  | H | T  | BT | BB | HS  | Đ  | Lên hay xuống hạng         |
| -- | --------------------- | -- | -- | - | -- | -- | -- | --- | -- | -------------------------- |
| 1  | Hoang Anh Attapeu (C) | 18 | 13 | 3 | 2  | 63 | 29 | +34 | 42 |                            |
| 2  | Lao Toyota FC         | 18 | 12 | 2 | 4  | 56 | 19 | +37 | 38 | Vòng đấu bảng AFC Cup 2015 |
| 3  | SHB Champasak         | 18 | 11 | 3 | 4  | 43 | 19 | +24 | 36 |                            |
| 4  | Lao Police Club       | 18 | 10 | 3 | 5  | 45 | 25 | +20 | 33 |                            |
| 5  | Lane Xang Intra       | 18 | 10 | 3 | 5  | 28 | 22 | +6  | 33 |                            |
| 6  | Ezra F.C.             | 18 | 8  | 3 | 7  | 31 | 31 | 0   | 27 |                            |
| 7  | Lao Army F.C.         | 18 | 6  | 5 | 7  | 26 | 26 | 0   | 23 |                            |
| 8  | Yotha F.C.            | 18 | 3  | 1 | 14 | 28 | 73 | −45 | 10 |                            |
| 9  | Savannakhet F.C.      | 18 | 2  | 2 | 14 | 19 | 48 | −29 | 8  |                            |
| 10 | Eastern Star FC       | 18 | 1  | 3 | 14 | 18 | 65 | −47 | 6  |                            |

Cập nhật đến ngày 9 tháng 3 năm 2014
Nguồn: Lao League table
Quy tắc xếp hạng: 1. Điểm; 2. Hiệu số bàn thắng; 3. Số bàn thắng.
(VĐ) = Vô địch; (XH) = Xuống hạng; (LH) = Lên hạng; (O) = Thắng trận Play-off; (A) = Lọt vào vòng sau. 
Chỉ được áp dụng khi mùa giải chưa kết thúc: 
(Q) = Lọt vào vòng đấu cụ thể của giải đấu đã nêu; (TQ) = Giành vé dự giải đấu, nhưng chưa tới vòng đấu đã nêu.